# 黒体軌跡

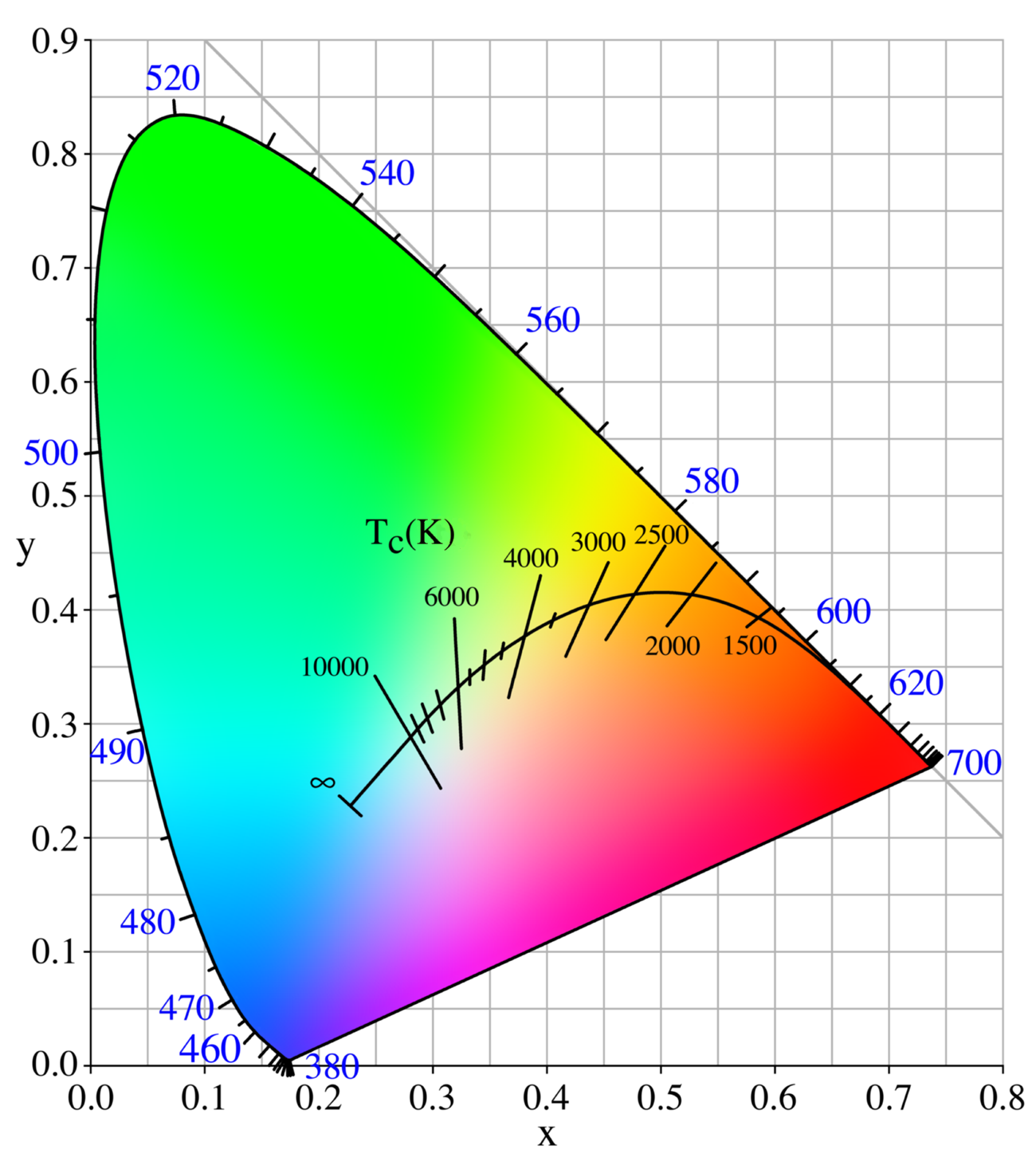
CIE 1931 色度図上の黒体軌跡

黒体軌跡（こくたいきせき、英: Planckian locus）とは、物理学や色彩学の用語で、温度の変化に応じた黒体放射の色度点を結んだ色度図上の線のことである。低温から高温になることで、濃い赤、橙、黄と変化し、そして白を経て、非常に高温になると青みがかった白になる。
色空間は3次元空間である。つまり色は3つの数値 (たとえばCIE XYZ、または色相、彩度、明度など) のセットによって指定され、特定の色と明るさを指定する。色度は、明るさを無視した2次元空間に投影された色である。たとえば、標準の CIE XYZ 色空間は、xとyと呼ばれる 2 つの色度座標によって指定される対応する色度空間に投影され、有名なxy色度図が作成される。黒体軌跡は、この標準的なxy色度図でよく示される。
相関色温度は、CIE 1960 uv色度図上で、色度点から黒体軌跡に垂線を下ろし、その交点に対応する絶対温度として求められる。